# Prix Andre-Norton
Le prix Andre-Norton (Andre Norton Award) est un prix littéraire décerné, chaque année, à l'œuvre de science-fiction pour jeunes adultes jugée la plus novatrice par l'organisation Science Fiction and Fantasy Writers of America. Il est limité aux œuvres publiées aux États-Unis.
Il est annoncé le 20 février 2005, mais la première remise de prix pour l'année 2006 a lieu en 2007 ; il est décerné durant la cérémonie de remise des prix Nebula.
Ce prix est nommé ainsi en honneur d'Andre Norton, auteur de plus de cent romans de science-fiction et décédée en 2005. L'idée de ce prix lui a été présentée avant son décès et elle y a adhéré, proposant même une liste de titres à prendre en considération pour les premières années.

## Palmarès
Les gagnants sont cités en premier, suivis par les autres œuvres nommées.

### Années 2000

#### 2005
Valiant: A Modern Tale of Faerie par Holly Black
- The Amethyst Road par Louise Spiegler
- Siberia par Ann Halam
- Stormwitch par Susan Vaught

#### 2006
Dans les griffes de la sorcière (Magic or Madness) par Justine Larbalestier
- Devilish par Maureen Johnson
- The King of Attolia par Megan Whalen Turner
- Life As We Know It par Susan Beth Pfeffer
- L'Étreinte des ténèbres (Midnighters, Book Two: Touching Darkness) par Scott Westerfeld
- V-virus (Peeps) par Scott Westerfeld

#### 2007
Harry Potter et les Reliques de la Mort (Harry Potter & the Deathly Hallows) par J. K. Rowling
- Flora Segunda par Ysabeau S. Wilce
- Into the Wild par Sarah Beth Durst (en)
- The Lion Hunter par Elizabeth Wein
- The Shadow Speaker par Nnedi Okorafor-Mbachu
- The True Meaning of Smekday par Adam Rex
- Vintage: A Ghost Story par Steve Berman

#### 2008
Flora's Dare: How a Girl of Spirit Gambles All to Expand Her Vocabulary, Confront a Bouncing Boy Terror, and Try to Save Califa from a Shaky Doom (Despite Being Confined to Her Room) par Ysabeau S. Wilce (en)
- Jenna Fox, pour toujours (The Adoration of Jenna Fox) par Mary E. Pearson
- Graceling (Graceling) par Kristin Cashore
- Monster Blood Tattoo, Book Two: Lamplighter par D. M. Cornish
- Savvy par Ingrid Law

#### 2009
La Fille qui navigua autour de Féérie dans un bateau construit de ses propres mains (The Girl Who Circumnavigated Fairyland in a Ship of Her Own Making) par Catherynne M. Valente
- Ash par Malinda Lo
- Eyes Like Stars par Lisa Mantchev
- The Hotel Under the Sand par Kage Baker
- Ice par Sarah Beth Durst (en)
- Léviathan (Leviathan) par Scott Westerfeld
- When You Reach Me par Rebecca Stead
- Zoé (Zoe's Tale) par John Scalzi

### Années 2010
| Sommaire : | - Haut - 2010 - 2011 - 2012 - 2013 - 2014 - 2015 - 2016 - 2017 - 2018 - 2019 |

#### 2010
Je m'habillerai de nuit (I Shall Wear Midnight) par Terry Pratchett
- Béhémoth (Behemoth) par Scott Westerfeld
- The Boy from Ilysies par Pearl North
- A Conspiracy of Kings par Megan Whalen Turner
- Hereville: How Mirka Got Her Sword par Barry Deutsch
- Hunger Games : La Révolte (Mockingjay) par Suzanne Collins
- Ferrailleurs des mers (Ship Breaker) par Paolo Bacigalupi
- Chat blanc (White Cat) par Holly Black

#### 2011
Le Labyrinthe de la liberté (The Freedom Maze) par Delia Sherman
- Akata Witch (Akata Witch) par Nnedi Okorafor
- La Fille du marais (Chime) par Franny Billingsley
- Fille des chimères (Daughter of Smoke and Bone) par Laini Taylor
- Everybody Sees the Ants par A. S. King
- The Boy at the End of the World par Greg van Eekhout (en)
- La Fille de braises et de ronces (The Girl of Fire and Thorns) par Rae Carson
- Ultraviolet par R. J. Anderson

#### 2012
Fair Coin par E. C. Myers (en)
- Iron Hearted Violet par Kelly Barnhill
- Cœur noir (Black Heart) par Holly Black
- Above par Leah Bobet
- The Diviners par Libba Bray
- Vessel par Sarah Beth Durst (en)
- Seraphina par Rachel Hartman (en)
- Enchanted par Alethea Kontis
- Every Day par David Levithan
- Summer of the Mariposas par Guadalupe Garcia McCall
- Merfer (Railsea) par China Miéville
- Above World par Jenn Reese

#### 2013
Sister Mine par Nalo Hopkinson
- Coldtown - Cité des vampires (The Coldest Girl in Coldtown) par Holly Black
- When We Wake par Karen Healey
- Le Prince d'été (The Summer Prince) par Alaya Dawn Johnson
- Hero par Alethea Kontis (en)
- September Girls par Bennett Madison (en)
- A Corner of White par Jaclyn Moriarty (en)

#### 2014
Love Is the Drug par Alaya Dawn Johnson
- Unmade par Sarah Rees Brennan
- Salvage par Alexandra Duncan
- Glory O’Brien’s History of the Future par A. S. King (en)
- Dirty Wings par Sarah McCarry
- L'Étrange Hôtel de Secrets' Hill (Greenglass House) par Kate Milford
- The Strange and Beautiful Sorrows of Ava Lavender par Leslye Walton

#### 2015
Updraft par Fran Wilde (en)
- Archivist Wasp par Nicole Kornher-Stace
- Bone Gap par Laura Ruby
- Court of Fives par Kate Elliott
- Le Chant du coucou (Cuckoo Song) par Frances Hardinge
- Nimona par Noelle Stevenson
- Seriously Wicked par Tina Connolly (en)
- Shadowshaper par Daniel José Older
- Zeroboxer par Fonda Lee

#### 2016
Arabella of Mars par David D. Levine
- La Fille qui avait bu la lune (The Girl Who Drank the Moon) par Kelly Barnhill
- Le Baiser amer des étoiles (The Star-Touched Queen) par Roshani Chokshi
- L'Île aux mensonges (The Lie Tree) par Frances Hardinge
- Railhead par Philip Reeve
- Rocks Fall, Everyone Dies par Lindsay Ribar
- The Evil Wizard Smallbone par Delia Sherman

#### 2017
The Art of Starving par Sam J. Miller
- Exo (Exo) par Fonda Lee
- Weave a Circle Round par Kari Maaren
- Want par Cindy Pon

#### 2018
De sang et de rage (Children of Blood and Bone) par Tomi Adeyemi
- Aru Shah et la Lampe du chaos (Aru Shah and the End of Time) par Roshani Chokshi
- A Light in the Dark par A. K. DuBoff
- Tess of the Road par Rachel Hartman (en)
- Dread Nation par Justina Ireland
- Peasprout Chen: Future Legend of Skate and Sword par Henry Lien

#### 2019
Riverland par Fran Wilde (en)
- Sal and Gabi Break the Universe par Carlos Hernandez
- Catfishing on CatNet par Naomi Kritzer (en)
- Dragon Pearl par Yoon Ha Lee
- Peasprout Chen: Battle of Champions par Henry Lien (en)
- Cog par Greg van Eekhout (en)

### Années 2020
| Sommaire : | - Haut - 2020 - 2021 - 2022 - 2023 - 2024 |

#### 2020
Guide pratique pour boulangère magique (A Wizard’s Guide to Defensive Baking) par T. Kingfisher
- La Vengeance de la dame (Raybearer) par Jordan Ifueko (en)
- Elatsoe par Darcie Little Badger
- A Game of Fox & Squirrels par Jenn Reese
- Star Daughter par Shveta Thakrar

#### 2021
A Snake Falls to Earth par Darcie Little Badger
- Victories Greater Than Death par Charlie Jane Anders
- Thornwood par Leah Cypess (en)
- L'Impératrice maudite (Redemptor) par Jordan Ifueko (en)
- Root Magic par Eden Royce (en)
- Iron Widow (Iron Widow) par Xiran Jay Zhao

#### 2022
Ruby Finley vs. the Interstellar Invasion par K. Tempest Bradford (en)
- The Scratch Daughters par H. A. Clarke
- The Mirrorwood par Deva Fagan
- The Many Half-Lived Lives of Sam Sylvester par Maya MacGregor
- Every Bird a Prince par Jenn Reese

#### 2023
To Shape a Dragon’s Breath par Moniquill Blackgoose
- The Inn at the Amethyst Lantern par J. Dianne Dotson
- Liberty’s Daughter par Naomi Kritzer (en)
- The Ghost Job par Greg van Eekhout (en)

#### 2024
The Young Necromancer’s Guide to Ghosts par Vanessa Ricci-Thode
- Daydreamer par Rob Cameron
- Braided par Leah Cypess (en)
- Benny Ramírez and the Nearly Departed par José Pablo Iriarte (en)
- Moonstorm par Yoon Ha Lee
- Puzzleheart par Jenn Reese